# Kayentachelys
Kayentachelys aprix
Genre
Espèce
Kayentachelys est un genre éteint de tortues. Une seule espèce est rattachée au genre, Kayentachelys aprix.

## Description
Kayentachelys fait partie des plus anciennes cryptodires connues qui sont les plus anciennes tortues d'Amérique du Nord.
Elle a vécu en Arizona (États-Unis), en eau douce, au cours du Jurassique inférieur (étages du Sinémurien et du Pliensbachien), il y a environ entre 199 et 183 Ma (millions d'années).

## Systématique
Le nom valide complet (avec auteur) de ce taxon est Kayentachelys Gaffney, Hutchinson, Jenkins & Meeker, 1987.